# Wartburgschanze

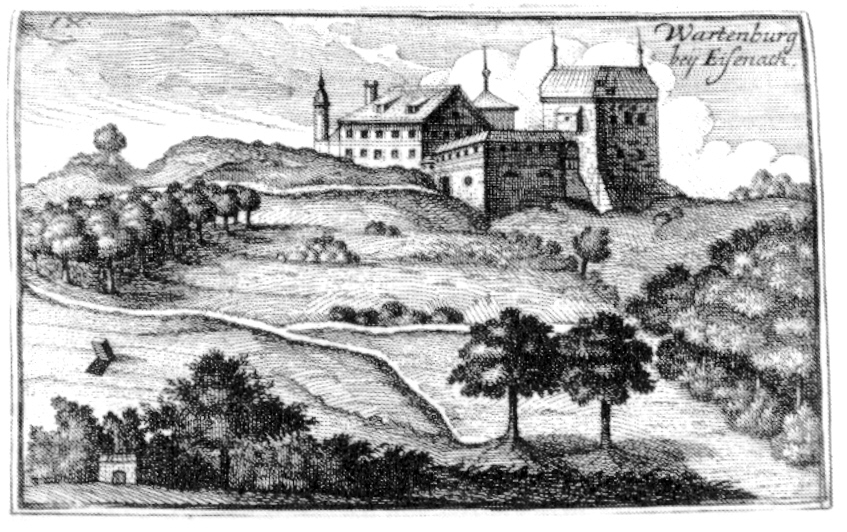
Die Wartburgschanze im 18. Jahrhundert

Die Wartburgschanze ist ein mehrfach veränderter Teil der militärischen Befestigungsanlagen der Wartburg in Eisenach. Die  ursprüngliche Funktion der Wartburgschanze war, den Hauptzugang zur Wartburg zu sichern.

## Lage
Als Schanze wird der Bereich unmittelbar vor der Zugbrücke mit einem kleinen Türmchen, der dort einmündende, in den Fels eingetiefte Fahrweg und der sich nach Nordosten hin ausdehnende, etwas erhöht liegende Vorplatz mit Kanonen und einem Aussichtspunkt  aufgefasst. In diesem Areal befand sich bis zur Wartburgrestaurierung Mitte des 19. Jahrhunderts ein frühneuzeitliches Bauwerk zum Schutz des Burgtores. Östlich unterhalb der Schanze befinden sich auf einem Felsvorsprung die Reste einer älteren Befestigung (in nebenstehender Zeichnung linker Bildrand, mit einzelnem Baum – über dem Wäldchen angedeutet), die als Fischerturm in der Burgchronik erwähnt werden.

## Geschichte

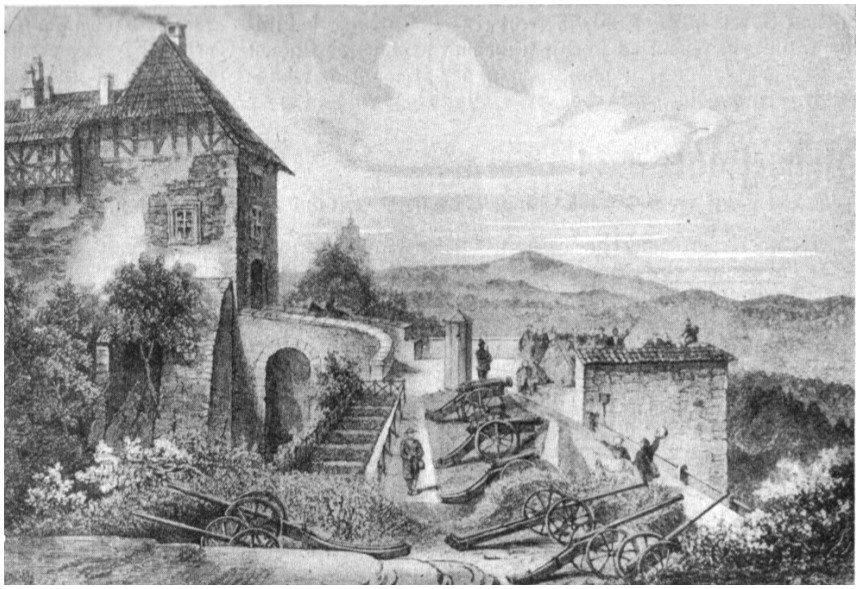
Zustand der Schanze 1862

Die Wartburg ist eine typische Abschnittsburg. Sie bestand ursprünglich aus vier Abschnitten, von denen heute nur noch die Vor- und die Hauptburg erhalten sind.
Der Zugang führt an einer Vorbastion vorbei über die 1863 neu errichtete Zugbrücke in die Vorburg. Der Torbau war einst ein Turm. Zum Schutz des Torbereiches, der stets als ein Hauptziel eines möglichen Angriffs aufgefasst wurde, mussten vorgelagerte Befestigungen angelegt werden. Diese bestanden im Mittelalter aus vorgelagerten  Wach- und Wehrtürmen, verbunden mit Palisaden.
Mit der Einführung von Feuerwaffen zur Belagerungen wurden die Türme wirkungslos und nicht mehr benötigt. Nun wurden Erdschanzen und Bollwerke angelegt. Gleichzeitig wurde die Wartburg zur Abwehr von Angreifern mit eigenen Kanonen bestückt, die Geschützstellungen wurden in die Schanze integriert. Die Position der Geschütze ist durch die augenförmigen Fenster im Untergeschoss in der beigefügten Zeichnung deutlich erkennbar. Neben Kanonen wurden auch Musketen und andere Feuerwaffen für das Arsenal der Wartburg beschafft.  Die Pulvervorräte waren im Südturm untergebracht, er wird deshalb in der Literatur auch als Pulverturm bezeichnet.  Ihre Bewährungszeit hatte die Schanze im Dreißigjährigen Krieg zu bestehen, als die herzogliche Familie sich zeitweise in die vermeintlich sichere Wartburg flüchtete.
Durch weitere Verbesserungen bei den Artilleriewaffen des 18. Jahrhunderts war auch diese Schanze militärtechnisch veraltet. Ihre wehrtechnische Fortentwicklung wurde nicht mehr als sinnvoll betrachtet. Goethe besuchte mehrfach die Wartburg, 1777 fertigte er eine Zeichnung Bollwerk der Wartburg an, sie zeigt einen Blick vom Ritterhaus in das Innere der Wartburgschanze. In den Folgejahren wurde der Rückbau der Schanze betrieben. Das Titelblatt des 1792 von Carl Salomon Thon geschriebenen Wartburgführers zeigt in diesem Bereich keine baulichen Reste mehr an, stattdessen wird eine leichte Begrünung mit Büschen angedeutet. Auch die um 1838 von dem Maler Carl Alexander Simon angefertigten Aktennotizen und Zeichnungskopien aus Eisenacher und Weimarer Archivalien liefern wichtige Hinweise auf das Werden und Vergehen der Wartburgschanze.
An Stelle der wehrhaften Bastion wurde später ein Postentürmchen aufgebaut, um hier eine Ehrenwache zu platzieren.  Die auf dem Schanzenplatz postierten Geschütze dienten bis zum Bau der ersten Telegrafenleitung als Signalkanonen.

## Heutige Situation und Nutzung

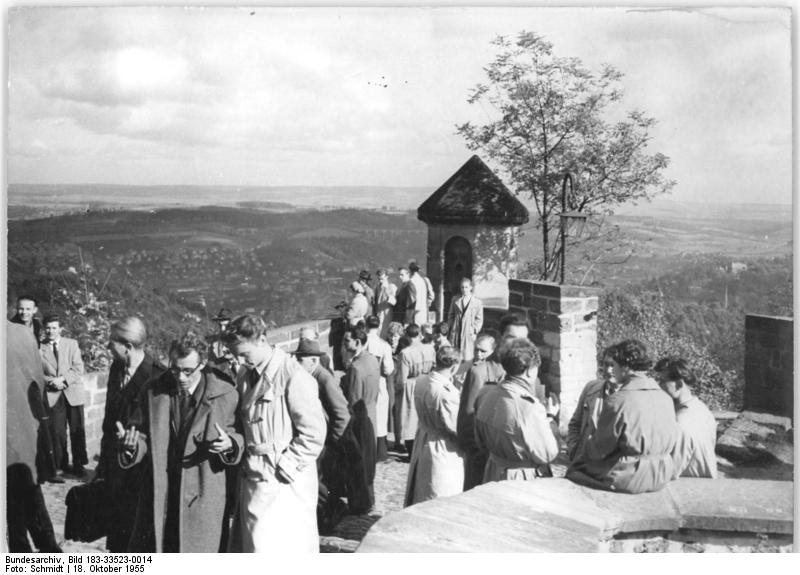
Auf der Schanze

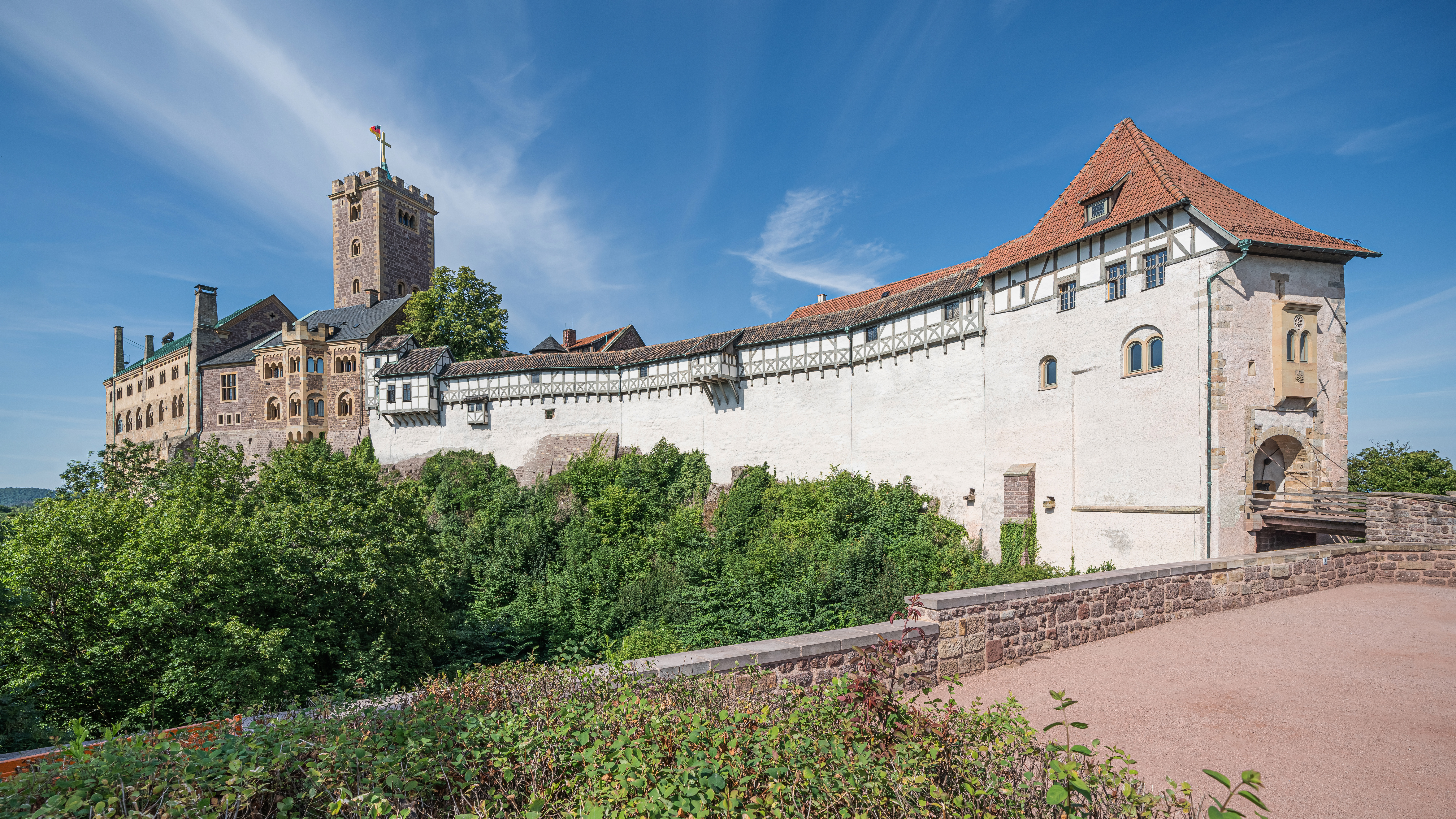
Burgblick von der Schanze

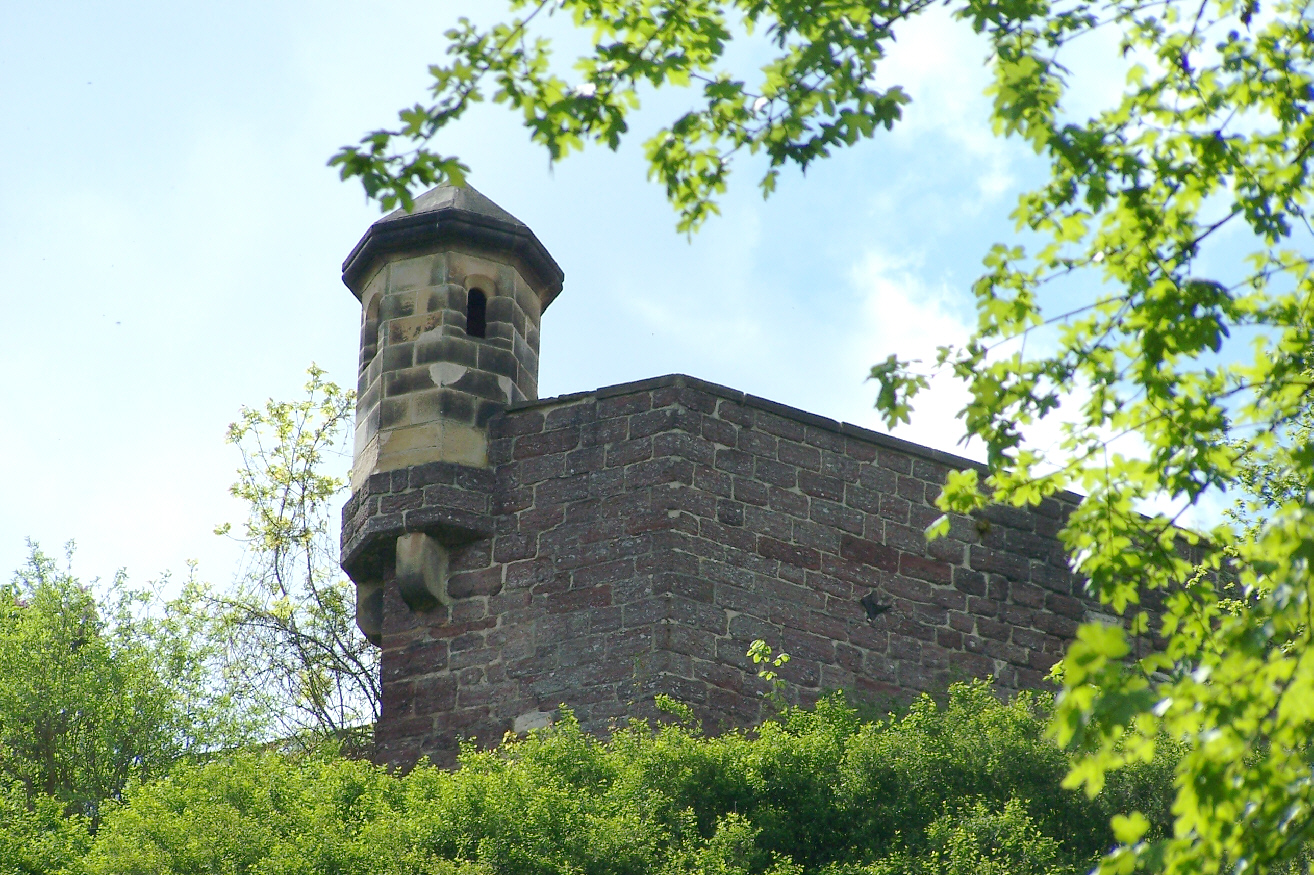
An der Wache

Die Wartburgschanze ist der zentrale Treffpunkt und Sammelplatz für Besucher der Wartburg.
Der Platz, mit der ungeteilten Sicht auf die Ostfassade der Burg ist ein beliebtes Fotomotiv.
Zugleich hat man von der Schanze einen ausgezeichneten Ausblick über die Stadt Eisenach und die nähere Umgebung der Wartburg. Am östlichen Aussichtspunkt ermöglicht ein dort befindliches Münzfernrohr auch die beiden acht bis zwölf Kilometer entfernten Hörselberge und das Eisenacher Burschenschaftsdenkmal zu betrachten.
Im Zusammenhang mit der laufenden Instandhaltung der Burg wurden 2002 umfangreiche Sicherungsarbeiten an den Stützmauern und sonstigen Mauerresten der Schanze vorgenommen.